# Romersk-katolska kyrkan i Bosnien och Hercegovina

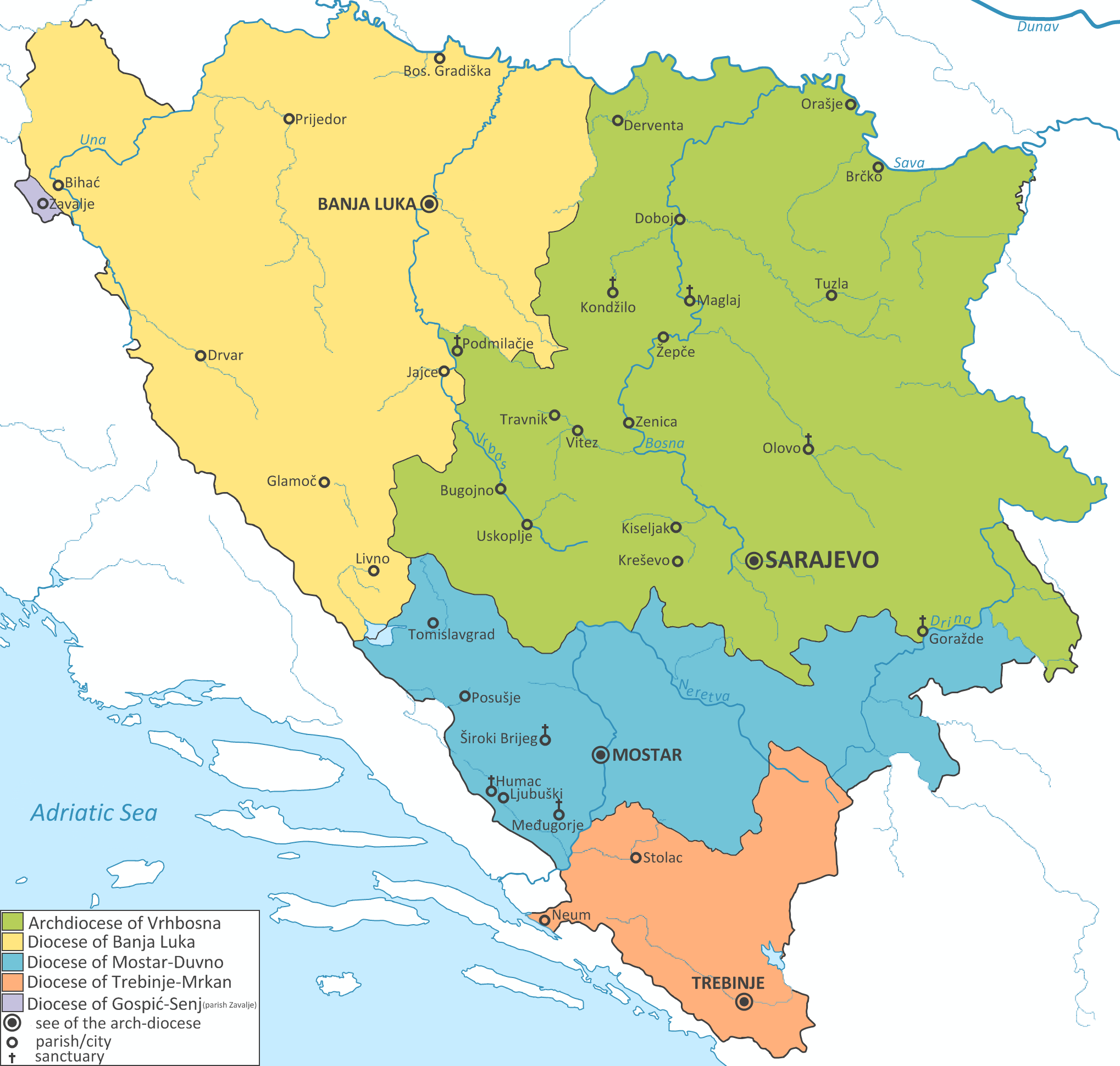
Romersk-katolska stift i Bosnien och Hercegovina:
Vrhbosnas ärkestift
Banja Lukas stift
Mostar-Duvnos stift
Trebinje-Mrkans stift
Gospić-Sinjs stift (Kroatien)

Romersk-katolska kyrkan i Bosnien och Hercegovina är en del av den världsomspännande Romersk-katolska kyrkan under andlig ledning av påven och kurian i Rom. Bosnien och Hercegovina är indelat i ett ärkestift och fyra stift. 
Nästan uteslutande alla katoliker i Bosnien-Hercegovina är bosniska kroater. Enligt 1991 års folkräkning utgjorde de bosniska kroaterna 17,38% av befolkningen i Bosnien-Hercegovina. De bosniska kroaterna är i majoritet i kantonen Västra Hercegovina, kantonen Hercegovina-Neretva, kantonen Herceg-Bosna, kantonen Posavina och en del andra områden i Bosnien. Till följd av Bosnienkriget har den bosniska kroatiska befolkningen, och därmed katolicismen, försvunnit från en del områden där den tidigare var den dominerande.
Franciskanorden i Bosnien och Hercegovina var den enda fungerande katolska organisationen sedan landet fallit för Osmanska riket (1463–1878). Dess arbete och närvaro bidrog starkt till att den katolska kyrkan överlevde i landet då den var mycket förtryckt och tidvis förföljd. Många munkar har bidragit som författare och genom ett stort utbud av litterära verk, vilket bidragit till ett bevarande av dess kulturella egenart. Flera kloster är än idag i bruk och bland de mest berömda kan nämnas Kraljeva Sutjeska.

## Organisation
- Vrhbosnas (Sarajevo) ärkestift
  - Banja Lukas stift
  - Mostar-Duvno stift
  - Trebinje-Mrkans stift
  - Skopjes stift

Trots att Skopje stift ligger i Nordmakedonien är det underställt ärkestiftet Vrhbosna. Biskopen av Mostar-Duvno stift har även sedan 1890 evig apostolisk administration över Trebinje-Mrkan stift. Därtill finns två franciskanerprovinser i landet. En har sitt säte i Mostar och den andra i Sarajevo.
En av katolikernas viktigaste helgedomar ligger i Međugorje i Hercegovina. Denna helgedom är godkänd av påven och upp till en miljon katolska pilgrimer från hela världen åker hit för att besöka.

## Galleri

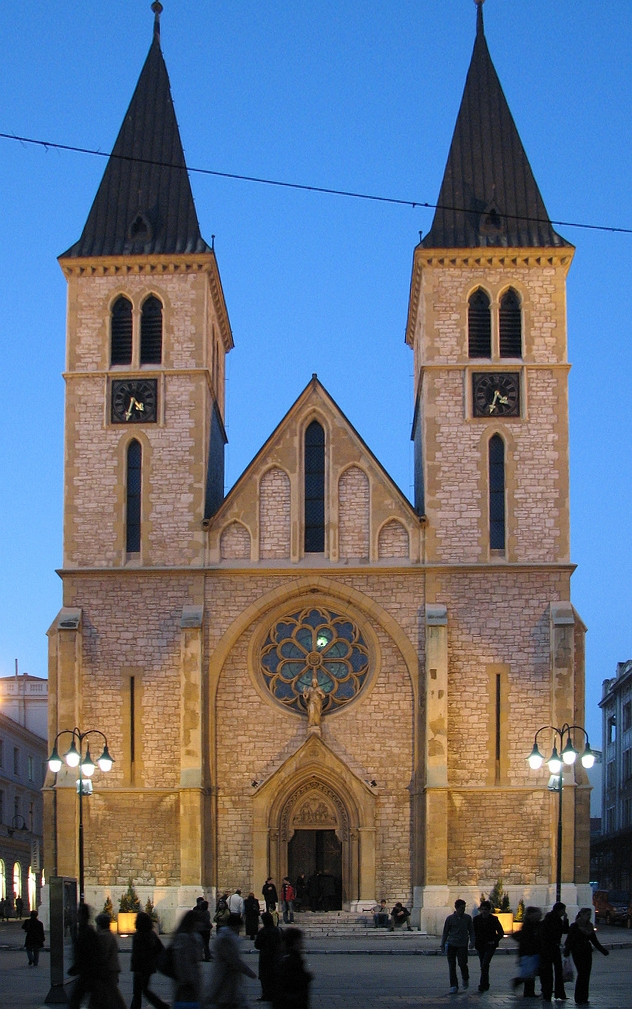
Katedralen Jesu hjärta i Sarajevo.
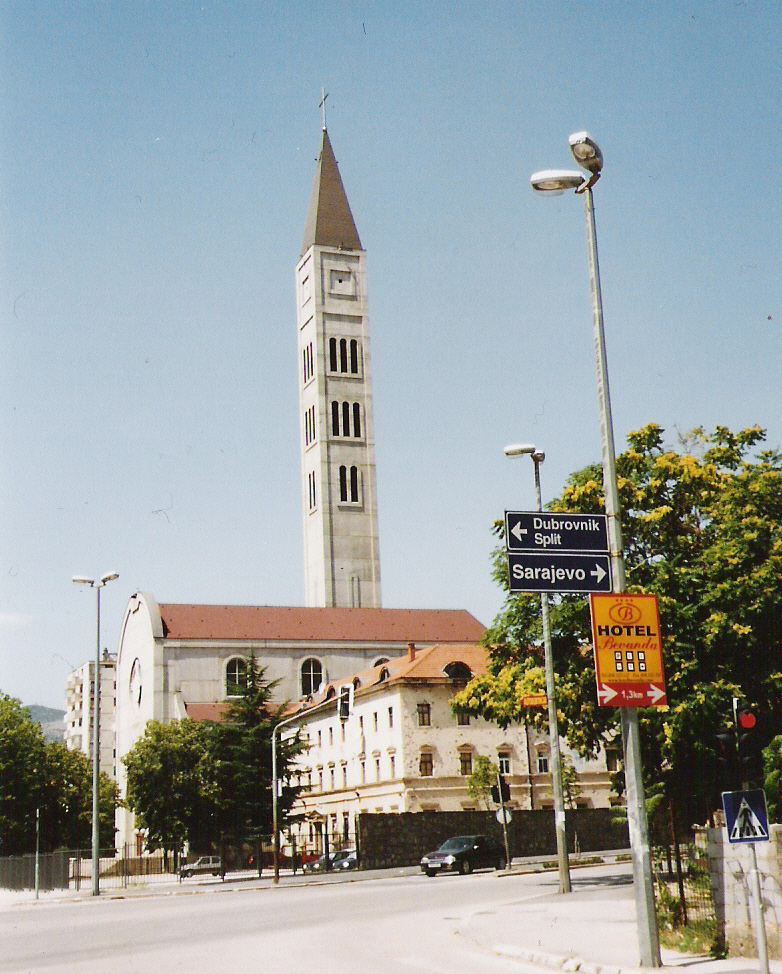
Kyrka i Mostar.
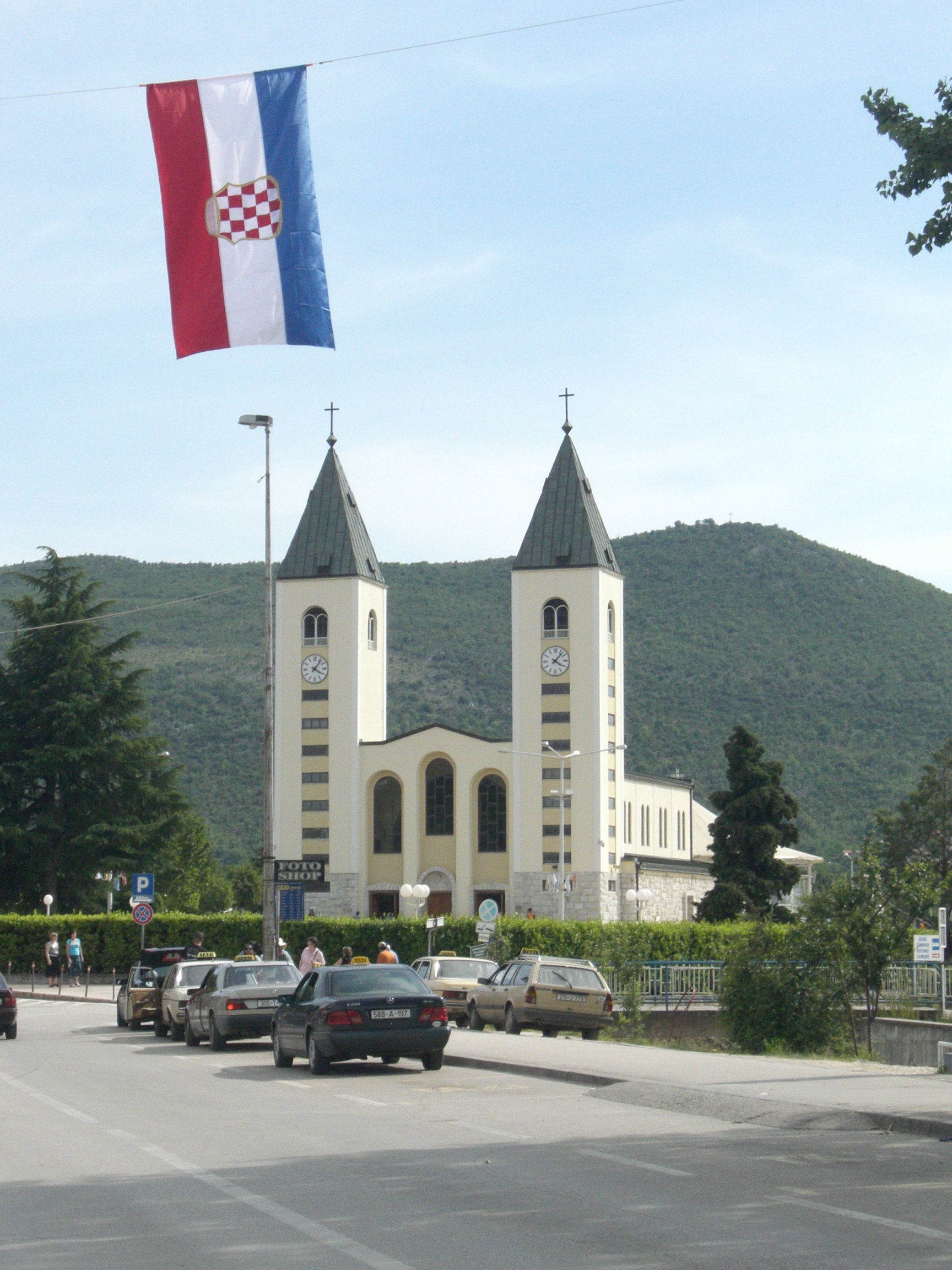
Kyrka i Međugorje.
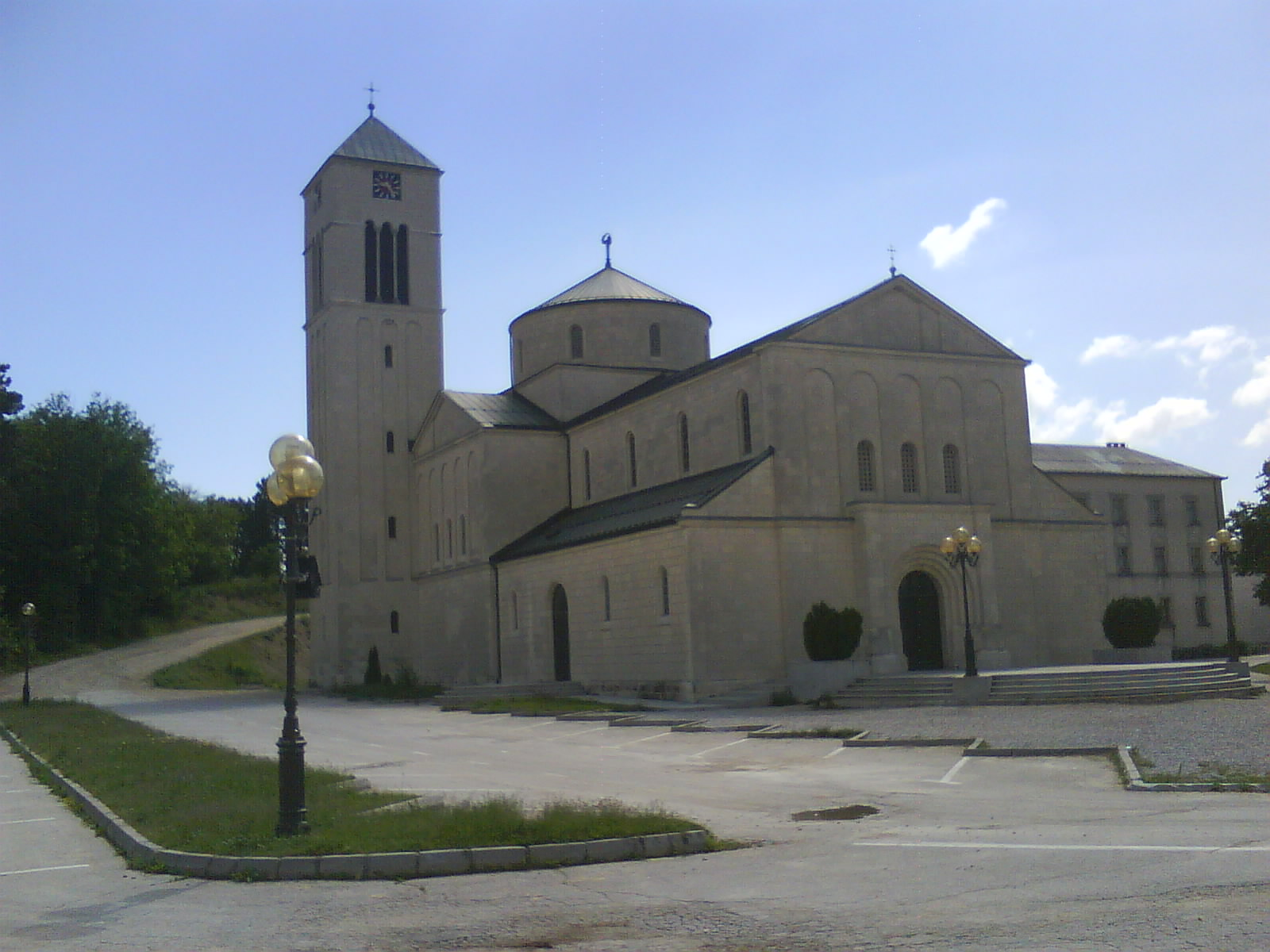
Kyrka i Tomislavgrad
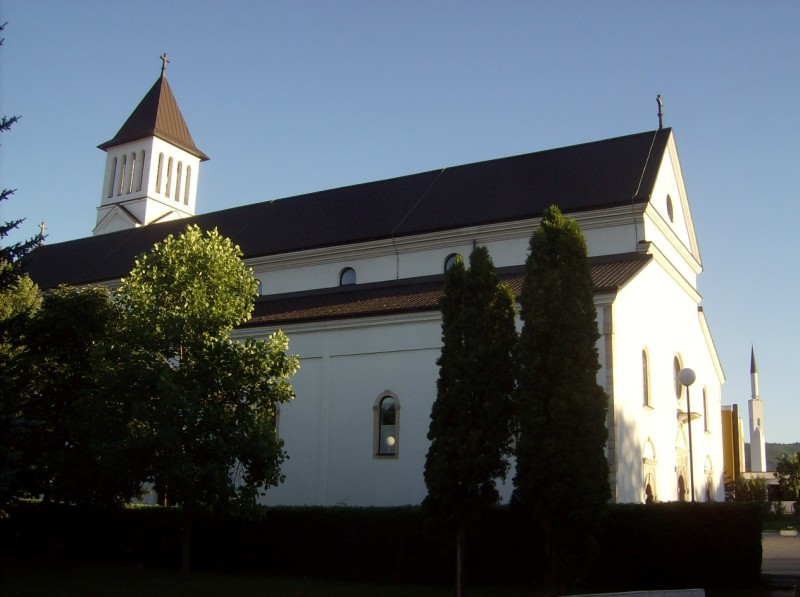
Kyrka i Bugojno
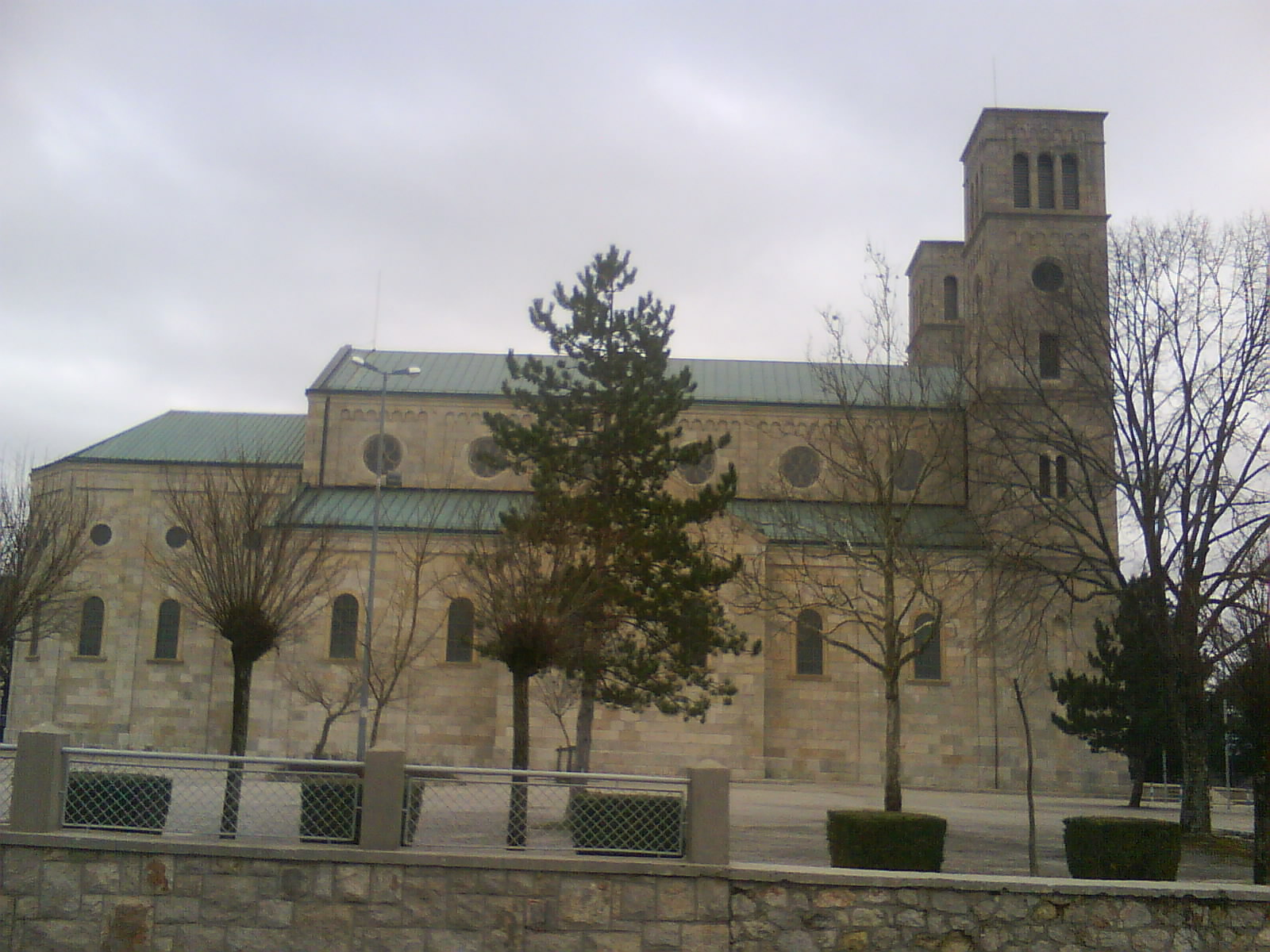
Basilika i Široki Brijeg